# Власи у средњовјековној Босни
Власи у Босни и Херцеговини су балканско становништво које поријеклом води од Илиро-романа и Трако-романа, као и других предсловенских романских народа. Бавили су се трансхумацијом као сточари, пастири и фармери. Трговали су сточним производима. Влашки сир био је на угледу због своје масноће и високе цијене. Власи су са својим караванима чинили велики удио саобраћаја између унутрашњих и приморских градова, као што је Дубровник. Марко Вего наводи да у близини римских утврђења и споменика може утврдити влашка аутохтоност са влашким насељима именованим по влашким племенима, као што су Војнићи и Хардомиље. Богумил Храбак је подржао Вегове наводе, по којој су Власи у Захумљу претходили и Словенима и Турцима. Доминик Мандић наводи да су се поједини Власи у Херцеговину доселили из Тесалије, Епира и Македоније прије османског освајања јужне Европе. Такође тврди да су поједини дошли и са истока током ратова са Османлијама.

## Историја
Власи у Босни се први пут помињу у повељи босанског бана Матеја Нинослава из око 1234. године. Извори из 1361, 1385, 1399, 1406, 1407, 1408. и 1417. године помињу их између осталог у вези са бановима и краљевима Босне. Власи у Краљевини Босни за вријеме краља Твртка I сматрани су војним елементом. Однос влашких катуна и феудалних посједа може се пратити од 14. вијека. До 1382. били су под јурисдикцијом владара Босне, да би касније били додијељени великим земљопосједницима. Однос Влаха и властелина указује да средњовјековна Босна није била компактна — неки влашки вазали (Глеђевићи) били су удаљени од краљевских посједа. Неки влашки вазали (Ненко Крајсалић, Радослав Боројевић) постали су вазали прилично касно, иако су Косаче петнаест година владале одређеним земљама у близини источне обале Неретве. Неки влашки вазали (Малеш) били су дијелом потчињени Павловићима, а дијелом Косачама, иако су радили на посједима Косача.
Вукослава Пишчића је краљ Твртко I 1382. именовао за кнеза свих Влаха. Као први племићки земљопосједници, у Херцеговини се помињу Санковићи, са катуном Томић. Када је Твртко I освојио дијелове Рашке и Зете 1409, постојало је око 100 катуна. Помињани су као Vlachorum congregationes et cetus. У околини Стоца и Жабљака било је толико Влаха да је крајем 15. вијека територија била позната као Доњи Власи. Горње Влахе је помињао само Мавро Орбин.
У документима Дубровачке републике из 1376. и 1454. о трговини са Босном помињу се Vlachi et Bosgnani. У документу Гргура Николића из 1418. јасно се разликују Власи, Срби и Дубровчани. У документима из 14. вијека они се третирају као пастири с планина које раздвајају Хрватску и Босну. Наводи се да је нека група Влаха у 14. вијеку мигрирала у Загору и Цетинску жупанију у Хрватској, након чега је услиједила изненадна појава стећака на територији на којој су живјели. У Цетинској жупанији се 1436. помињу Власи, Хрвати и Срби који су били дио посједа грофа Ивана Франкопана. У вријеме друштвених немира, Власи су често бјежали на подручје Дубровника или Котора, служили војску у Дубровнику за вријеме османских освајања, а када су Османлије заузеле већи дио Херцеговине до 1472, поново су бјежали на дубровачку територију.
Према Сими Ћирковићу, етницитети које се јављају у средњовјековним текстовима из Босне укључујућу називе као што су „Бошњанин”, „Влах”, „Латин” и „Србин”.